# Mubadala Abu Dhabi Open 2023
Mubadala Abu Dhabi Open 2023  byl tenisový turnaj hraný jako součást ženského okruhu WTA Tour v Mezinárodním tenisovém centru Zayedova sportovního města na dvorcích s tvrdým povrchem. Druhý ročník Abu Dhabi Open probíhal mezi 6.  až 12. únorem 2023 v Abú Zabí, hlavním městě Spojených arabských emirátů. Do kalendáře okruhu se vrátil po dvou letech jako stabilní součást zimní sezóny na rozdíl od roku 2021, kdy disponoval jen jednoletou licencí v důsledku koronavirové pandemie.
Turnaj dotovaný 780 637 dolary patřil do kategorie WTA 500. Nejvýše nasazenou singlistkou se stala osmá tenistka světa Darja Kasatkinová. Jako poslední přímá účastnice do dvouhry nastoupila 40. hráčka žebříčku Danielle Collinsová ze Spojených států.  V důsledku invaze Ruska na Ukrajinu na konci února 2022 řídící organizace tenisu ATP, WTA a ITF s grandslamy rozhodly, že ruští a běloruští tenisté mohli dále na okruzích startovat, ale do odvolání nikoli pod vlajkami Ruska a Běloruska.
Osmý singlový titul na okruhu WTA Tour a pátý v kategorii WTA 500 vybojovala Švýcarka Belinda Bencicová. Čtyřhru ovládla brazilsko-čínská dvojice Luisa Stefaniová a Čang Šuaj, jejíž členky získaly premiérovou společnou trofej.

## Rozdělení bodů a finančních odměn

### Rozdělení bodů
| Soutěž  | Soutěž      | vítězky | finalistky | semifinalistky | čtvrtfinalistky | 16 v kole | 28 v kole | Q  | Q2 | Q1 |
| ------- | ----------- | ------- | ---------- | -------------- | --------------- | --------- | --------- | -- | -- | -- |
| dvouhra | [ 3 ] [ 8 ] | 470     | 305        | 185            | 100             | 55        | 1         | 25 | 13 | 1  |
| čtyřhra | [ 9 ]       | 470     | 305        | 185            | 100             | 1         | —         | —  | —  | —  |

### Finanční odměny
| Soutěž                                | Soutěž      | vítězky   | finalistky | semifinalistky | čtvrtfinalistky | 16 v kole | 28 v kole | Q2      | Q1      |
| ------------------------------------- | ----------- | --------- | ---------- | -------------- | --------------- | --------- | --------- | ------- | ------- |
| dvouhra                               | [ 3 ] [ 8 ] | 120 150 $ | 74 161 $   | 43 323 $       | 21 075 $        | 11 500 $  | 8 310 $   | 5 590 $ | 2 860 $ |
| čtyřhra                               | [ 9 ]       | 40 100 $  | 24 300 $   | 13 900 $       | 7 200 $         | 4 350 $   | —         | —       | —       |
| částka ve čtyřhrách je uvedena na pár |             |           |            |                |                 |           |           |         |         |

## Ženská dvouhra

### Nasazení
| Stát                          | Hráčka                 | WTA | Nasazení |
| ----------------------------- | ---------------------- | --- | -------- |
|                               | Darja Kasatkinová      | 8.  | 1.       |
| Švýcarsko                     | Belinda Bencicová      | 9.  | 2.       |
| Kazachstán                    | Jelena Rybakinová      | 10. | 3.       |
|                               | Veronika Kuděrmetovová | 11. | 4.       |
| Lotyšsko                      | Jeļena Ostapenková     | 12. | 5.       |
| Brazílie                      | Beatriz Haddad Maiová  | 14. | 6.       |
| Estonsko                      | Anett Kontaveitová     | 18  | 7        |
|                               | Ljudmila Samsonovová   | 19. | 8.       |
| Žebříček WTA k 30. lednu 2023 |                        |     |          |

### Jiné formy účasti
Následující hráčky obdržely divokou kartu do hlavní soutěže:
- Sorana Cîrsteaová
- Marta Kosťuková
- Garbiñe Muguruzaová[4]

Následující hráčka nastoupila pod žebříčkovou ochranou:
- Bianca Andreescuová

Následující hráčky si zajistily postup do hlavní soutěže v kvalifikaci:
- Leylah Fernandezová
- Rebecca Marinová
- Julia Putincevová
- Shelby Rogersová
- Elena-Gabriela Ruseová
- Dajana Jastremská

### Odhlášení
před zahájením turnaje
- Amanda Anisimovová → nahradila ji  Čeng Čchin-wen
- Paula Badosová → nahradila ji  Claire Liuová
- Ons Džabúrová → nahradila ji  Karolína Plíšková
- Garbiñe Muguruzaová → nahradila ji  Ysaline Bonaventureová

## Ženská čtyřhra

### Nasazení
| Stát                                                                      | Hráčka                      | Stát      | Hráčka              | WTA | Nasazení |
| ------------------------------------------------------------------------- | --------------------------- | --------- | ------------------- | --- | -------- |
| USA                                                                       | Desirae Krawczyková         | Mexiko    | Giuliana Olmosová   | 21. | 1.       |
| Kazachstán                                                                | Anna Danilinová             | Ukrajina  | Ljudmyla Kičenoková | 34. | 2.       |
| USA                                                                       | Nicole Melichar-Martinezová | Austrálie | Ellen Perezová      | 35. | 3.       |
| Čína                                                                      | Jang Čao-süan               |           | Věra Zvonarevová    | 50. | 4.       |
| Žebříček WTA k 30. lednu 2023; číslo je součtem umístění obou členek páru |                             |           |                     |     |          |

### Jiné formy účasti
Následující pár obdržel do čtyřhry divokou kartu:
- Bethanie Matteková-Sandsová /  Sania Mirzaová

### Odhlášení
před zahájením turnaje
- Desirae Krawczyková /  Demi Schuursová → nahradily je  Desirae Krawczyková /  Giuliana Olmosová

## Přehled finále

### Ženská dvouhra
- Belinda Bencicová vs.   Ljudmila Samsonovová 1–6, 7–6(10–8), 6–4

### Ženská čtyřhra
- Luisa Stefaniová /  Čang Šuaj vs.  Šúko Aojamová /  Čan Chao-čching, 3–6, 6–2, [10–8]